# Blas Jaramillo
Blas Jaramillo (Bogotá,1968 - Ib., 30 de agosto de 2007) fue un actor de teatro, cine y televisión colombiano, reconocido principalmente por su participación en las películas Satanás y Perro come perro, ambas de 2007, y por su amplia trayectoria en el teatro colombiano.

## Carrera
Jaramillo tuvo una extensa trayectoria como actor de teatro en la ciudad de Bogotá. Su presencia en la televisión fue escasa, destacándose su participación en los seriados Historias de hombres sólo para mujeres de 2001 y La jaula de 2003. Durante su última etapa apareció en varias producciones cinematográficas en su país, de las que destacan El cielo, Satanás, Perro come perro, Buscando a Miguel y Cuarenta. Algunas de estas películas incluso fueron estrenadas tras la muerte del actor.

### Fallecimiento
Jaramillo falleció el 30 de agosto de 2007 en una clínica de la ciudad de Bogotá a causa de una pancreatitis que derivó en una peritonitis. Mario Mendoza, autor de la novela Satanás en la que se basó la película del mismo nombre, expresó su pesar por la muerte del actor, afirmando: "...lo que más lamento es que perdí a un amigo y el mundo actoral perdió un gran exponente".

## Filmografía

### Cine y televisión
- 2002 - Historias de hombres sólo para mujeres
- 2003 - La jaula
- 2005 - Martillo (Corto)
- 2007 - Satanás, perfil de un asesino
- 2007 - Buscando a Miguel
- 2007 - Perro come perro
- 2008 - Tiempo final (Póstumo)
- 2009 - El cielo (Póstumo)
- 2009 - Cuarenta (Póstumo)